# 五大菩薩
五大菩薩（ごだいぼさつ）は、仏教の信仰・造像の対象である菩薩（真理を探求し、悟りを開くために修行中の者）の組み合わせの1つである。密教において重視される金剛界曼荼羅（こんごうかいまんだら）に登場する数多い菩薩のうち主要なものを組み合わせたものである。京都市・東寺の像以外に顕著な作例を見ない。
五仏（五智如来）と五大明王については日本国内に他にも造像例が多数あるが、金剛波羅蜜、金剛薩埵、金剛宝菩薩、金剛法菩薩、金剛業菩薩の組み合わせを五大菩薩として安置した例は少ない。その典拠も明らかでなく、『金剛頂経』（密教の根本経典の1つ）、『仁王経』（仏教による国家鎮護を説いた経）などをもとに空海が独自に発案したものとも言われ、中国の唐時代の密教美術にその源を求める説もある。

## 東寺の五大菩薩像
京都・東寺（教王護国寺）の講堂には、空海の構想によって造立された、21体の尊像から成る立体曼荼羅がある。講堂に安置される仏像群は、如来グループ、明王グループ、菩薩グループに分かれている。すなわち、堂の中央には大日如来を中心とする金剛界五仏（五智如来）、向かって左（西）には不動明王を中心とする五大明王、そして堂内の向かって右には五大菩薩像をそれぞれ安置する。東寺講堂の五大菩薩は金剛波羅蜜、金剛薩埵（さった）、金剛宝菩薩、金剛法菩薩、金剛業（ごう）菩薩の5体である。
東寺の五大菩薩のうち、金剛波羅蜜は、金剛界曼荼羅において大日如来の東西南北を囲む「四波羅蜜」のうちの筆頭とされる菩薩である。金剛薩埵は、金剛界曼荼羅において、東方の・阿閦（あしゅく）如来の周囲に配される四親近菩薩（ししんごんぼさつ）の筆頭であり、同様に金剛宝菩薩、金剛法菩薩、金剛業菩薩はそれぞれ、南方・宝生如来、西方・阿弥陀如来、北方・不空成就如来の四親近菩薩の筆頭である。こうして見ると、五大菩薩のそれぞれが五仏のうちの1体と対応していることが明らかである。
密教では三輪身（さんりんじん）説といって、1つの「ほとけ」が自性輪身（じしょうりんじん）、正法輪身（しょうぼうりんじん）、教令輪身（きょうりょうりんじん）という3つの姿をとることが説かれている。自性輪身とは真理や悟りの境地そのものであって五仏に相当し、正法輪身は真理を説く者、すなわち五大菩薩に相当し、教令輪身は説法によって教化されない者を力づくで導こうとする者で五大明王に相当する。東寺講堂の諸仏は、こうした密教の思想を立体的な彫像で表した立体曼荼羅にほかならない。

## 陸奥国分寺の五大菩薩像
貞観15年（873年）に、陸奥国は俘夷（蝦夷）の脅威による動揺を鎮めるために五大菩薩像を造って国分寺（陸奥国分寺）に安置することを願い出て、12月7日に許された。この像は失われ、『日本三代実録』の記事に見えるだけである。